# La guerra de Dios
La guerra de Dios és una pel·lícula espanyola dirigida per Rafael Gil i estrenada en 1953, que va obtenir notable èxit. Fou guardonada amb el Lleó de Bronze de la 14a Mostra Internacional de Cinema de Venècia.

## Sinopsi
Un sacerdot rep com a primera destinació la parròquia d'un poble miner, acuitat per la pobresa. En aquest àmbit centrarà totes les seves forces per a vèncer el rancor acumulat pels miners envers la professió eclesiàstica.

## Repartiment
- Claude Laydu - P. Andrés Mendoza
- Francisco Rabal - Martín
- José Marco Davó  - Don César
- Fernando Sancho  - Barrona
- Gérard Tichy - El Negro
- Alberto Romea
- Carmen Rodríguez
- Ricardo Calvo
- Julia Caba Alba - Germana de D. César
- Félix Dafauce
- Milagros Leal
- Mariano Azaña - Fermín, el carter
- José Sepúlveda
- Manuel Kayser
- Arturo Marín
- José Manuel Martín
- José Miguel Rupert
- Félix Briones
- María Eugenia Escrivá - Margarita
- Jaime Blanch - Daniel
- Carlos Acevedo  - Niño
- Juan José Vidal  - Niño

## Premis
1a Setmana Internacional del Cinema de Sant Sebastià
| Categoria                             | Candidat          | Resultat   |
| ------------------------------------- | ----------------- | ---------- |
| Conquilla d'Or a la millor pel·lícula | La guerra de Dios | Guanyadora |
| Conquilla de Plata al millor director | Rafael Gil        | Guanyador  |

Medalles del Cercle d'Escriptors Cinematogràfics de 1953
| Categoria    | Candidat        | Resultat  |
| ------------ | --------------- | --------- |
| Millor actor | Francisco Rabal | Guanyador |

La pel·lícula va aconseguir un premi econòmic de 475.000 ptes, als premis del Sindicat Nacional de l'Espectacle de 1953.